# Hammars

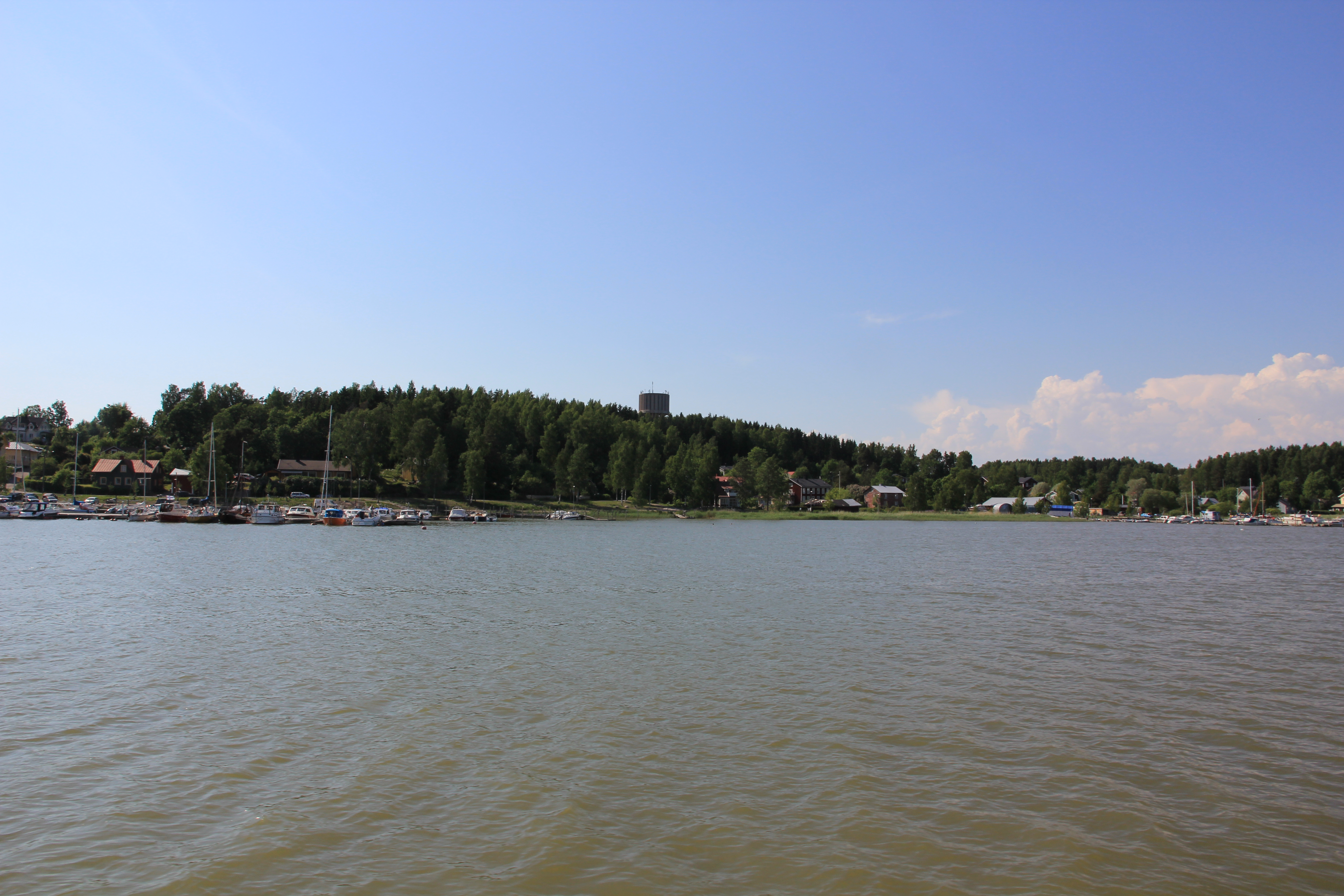
Hammars

Hammars (finska Hamari) är ett bosättningsområde i den före detta kommunen Borgå landskommun, i den nuvarande staden Borgå i landskapet Nyland.

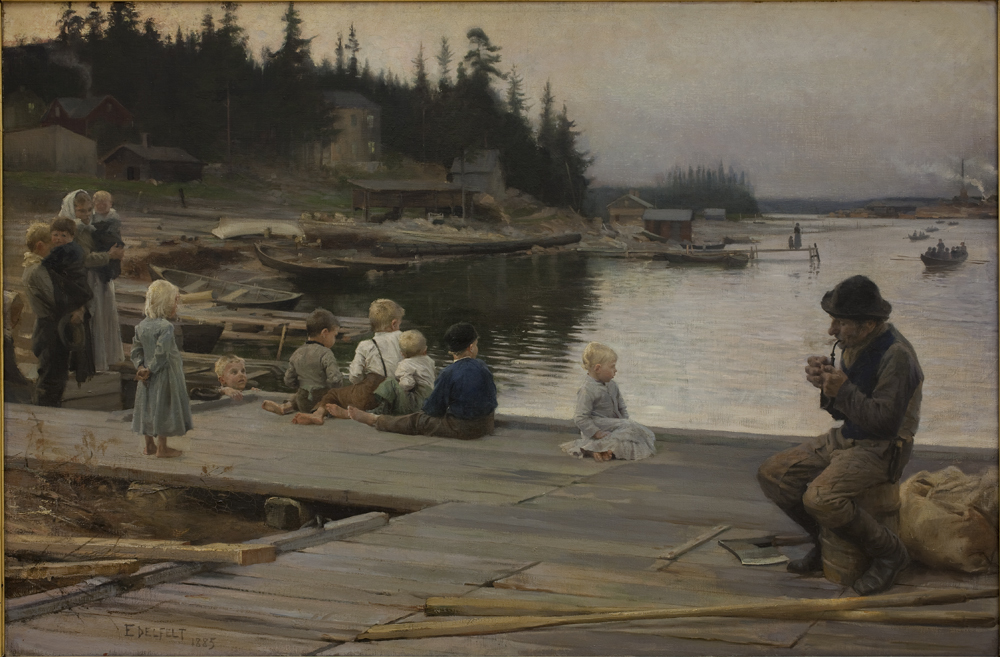
Lördagkväll vid Hammars (1885), målad av Albert Edelfelt

Hammars har förevigats i flera av Albert Edelfelts målningar från 1880-talet, såsom Lördagskväll vid Hammars (1885) och Lekande pojkar på stocken (1884).
- Wikimedia Commons har media som rör Hammars.